# قائمة الأحزاب السياسية في اليابان
يوجد في اليابان العديد من الأحزاب السياسية تحت مظلة الديمقراطية الليبرالية بانتخابات حرة وعادلة. سيطر الحزب الليبرالي الديمقراطي منذ الحرب العالمية الثانية على الحكم في البلاد، قبل أن تتحول السلطة إلى الحزب الديمقراطي في عام 2009.

## الأحزاب الرئيسية
- الحزب الديمقراطي (民主党 مينشوتو) : أكبر الأحزاب اليابانية، والحزب الحاكم حاليا منذ عام 2009، تأسس عام 1990.
- الحزب الليبرالي الديمقراطي (自民党 جيمينتو) : ثاني أكبر الأحزاب السياسية في اليابان، وهو حزب محافظ، تأسس عام 1955.
- كوميتو (公明党) : ثالث أكبر الأحزاب، وكان من الأحزاب الداعمة للحزب الليبرالي الديمقراطي عندما كان في سدة الحكم، كما يعتمد بشكل كبير على دعم حركة سوكا غاكاي الدينية، تأسس عام 1998.
- الحزب الشيوعي الياباني (日本共産党 نيهون كيوسان تو) : رابع أكبر الأحزاب في اليابان، تأسس عام 1922.
- الحزب الاشتراكي الديمقراطي (社民党 شامينتو) : تأسس عام 1996.
- حزب الشعب الجديد (国民新党 كوكومين شينتو)، حزب محافظ
- حزبكم (みんなの党 مينا نو تو)، حزب يدعو إلى التحرر الاقتصادي

## أحزاب سابقة
- ريكين كايشنتو